# Wouter Marinus
Wouter Marinus (Zuidwolde (Dr.), 18 februari 1995) is een Nederlands voetballer die bij voorkeur als middenvelder speelt. Hij speelde voor PEC Zwolle en FC Emmen. Tegenwoordig voetbalt hij op amateurbasis bij de lokale voetbalclub ZZVV in Zuidwolde (Dr).

## Carrière
Marinus begon zijn loopbaan in de jeugd van VV Zuidwolde. Op 12-jarige leeftijd maakte hij de overstap naar sc Heerenveen. In 2014 nam PEC Zwolle hem over.. Na het vertrek van Jesper Drost en de blessures van Mustafa Saymak en Stefan Nijland mocht hij op 12 augustus 2015 in de basis beginnen in de thuiswedstrijd tegen SC Cambuur. Op 15 augustus 2015 maakte Wouter Marinus zijn eerste doelpunt in het betaalde voetbal in het duel tegen De Graafschap. Na vier seizoenen in Zwolle te hebben gespeeld maakte hij de overstap naar FC Emmen. Na twee seizoenen, waarin hij in totaal 14 wedstrijden speelde, werd zijn contract aldaar niet verlengd.

### Carrièrestatistieken
| Seizoen         | Club            | Competitie      | Competitie | Competitie | Beker | Beker | Internationaal | Internationaal | Overig | Overig | Totaal | Totaal |
| Seizoen         | Club            | Competitie      | Wed.       | Dlp.       | Wed.  | Dlp.  | Wed.           | Dlp.           | Wed.   | Dlp.   | Wed.   | Dlp.   |
| --------------- | --------------- | --------------- | ---------- | ---------- | ----- | ----- | -------------- | -------------- | ------ | ------ | ------ | ------ |
| 2014/15         | PEC Zwolle      | Eredivisie      | 0          | 0          | 0     | 0     | 0              | 0              | 0      | 0      | 0      | 0      |
| 2015/16         | PEC Zwolle      | Eredivisie      | 31         | 3          | 1     | 0     | –              | –              | –      | –      | 32     | 3      |
| 2016/17         | PEC Zwolle      | Eredivisie      | 11         | 0          | 3     | 0     | –              | –              | –      | –      | 14     | 0      |
| 2017/18         | PEC Zwolle      | Eredivisie      | 13         | 1          | 4     | 2     | –              | –              | –      | –      | 17     | 3      |
| 2018/19         | FC Emmen        | Eredivisie      | 11         | 0          | 0     | 0     | –              | –              | –      | –      | 11     | 0      |
| 2019/20         | FC Emmen        | Eredivisie      | 3          | 0          | 0     | 0     | –              | –              | –      | –      | 3      | 0      |
| Carrière totaal | Carrière totaal | Carrière totaal | 69         | 4          | 6     | 2     | 0              | 0              | 0      | 0      | 77     | 6      |

## Interlandcarrière
Nederland onder 18
Op 15 oktober 2012 debuteerde Marinus voor Nederland –18 in een vriendschappelijke wedstrijd tegen Oostenrijk –18 (0 – 2).
| Interlands van Wouter Marinus | Interlands van Wouter Marinus | Interlands van Wouter Marinus | Interlands van Wouter Marinus | Interlands van Wouter Marinus | Interlands van Wouter Marinus |
| №                             | Datum                         | Wedstrijd                     | Uitslag                       | Soort Wedstrijd               | Doelpunten                    |
| Als speler bij sc Heerenveen  | Als speler bij sc Heerenveen  | Als speler bij sc Heerenveen  | Als speler bij sc Heerenveen  | Als speler bij sc Heerenveen  | Als speler bij sc Heerenveen  |
| ----------------------------- | ----------------------------- | ----------------------------- | ----------------------------- | ----------------------------- | ----------------------------- |
| 1.                            | 15 oktober 2012               | Nederland – Oostenrijk        | 0 – 2                         | Vriendschappelijk             | 0                             |

Nederland onder 17
Op 26 oktober 2011 debuteerde Marinus voor Nederland –17 in een vriendschappelijke wedstrijd tegen Bosnië en Herzegovina –17 (3 – 0).
| Interlands van Wouter Marinus | Interlands van Wouter Marinus | Interlands van Wouter Marinus     | Interlands van Wouter Marinus | Interlands van Wouter Marinus | Interlands van Wouter Marinus |
| №                             | Datum                         | Wedstrijd                         | Uitslag                       | Soort Wedstrijd               | Doelpunten                    |
| Als speler bij sc Heerenveen  | Als speler bij sc Heerenveen  | Als speler bij sc Heerenveen      | Als speler bij sc Heerenveen  | Als speler bij sc Heerenveen  | Als speler bij sc Heerenveen  |
| ----------------------------- | ----------------------------- | --------------------------------- | ----------------------------- | ----------------------------- | ----------------------------- |
| 1.                            | 26 oktober 2011               | Nederland – Bosnië en Herzegovina | 3 – 0                         | Kwalificatie EK –17           | 0                             |
| 2.                            | 28 oktober 2011               | Letland – Nederland               | 1 – 4                         | Kwalificatie EK –17           | 1                             |
| 3.                            | 2 februari 2012               | Nederland – Frankrijk             | 1 – 0                         | Vriendschappelijk             | 0                             |
| 4.                            | 4 februari 2012               | Engeland – Nederland              | 2 – 2                         | Vriendschappelijk             | 0                             |
| 5.                            | 6 februari 2012               | Portugal – Nederland              | 2 – 0                         | Vriendschappelijk             | 0                             |
| 6.                            | 29 februari 2012              | België – Nederland                | 1 – 2                         | Vriendschappelijk             | 1                             |
| 7.                            | 22 maart 2012                 | Nederland – Albanië               | 4 – 0                         | Kwalificatie EK –17           | 0                             |
| 8.                            | 24 maart 2012                 | Ierland – Nederland               | 1 – 2                         | Kwalificatie EK –17           | 0                             |
| 9.                            | 27 maart 2012                 | Nederland – Servië                | 1 – 1                         | Kwalificatie EK –17           | 0                             |
| 10.                           | 4 mei 2012                    | Slovenië – Nederland              | 1 – 3                         | Eindronde EK 2012             | 0                             |
| 11.                           | 7 mei 2012                    | Nederland – België                | 0 – 0                         | Eindronde EK 2012             | 0                             |
| 12.                           | 10 mei 2012                   | Nederland – Polen                 | 0 – 0                         | Eindronde EK 2012             | 0                             |

Nederland onder 16
Op 4 februari 2011 debuteerde Marinus voor Nederland –16 in een vriendschappelijke wedstrijd tegen Portugal –16 (2 – 0).
| Interlands van Wouter Marinus | Interlands van Wouter Marinus | Interlands van Wouter Marinus | Interlands van Wouter Marinus | Interlands van Wouter Marinus | Interlands van Wouter Marinus |
| №                             | Datum                         | Wedstrijd                     | Uitslag                       | Soort Wedstrijd               | Doelpunten                    |
| Als speler bij sc Heerenveen  | Als speler bij sc Heerenveen  | Als speler bij sc Heerenveen  | Als speler bij sc Heerenveen  | Als speler bij sc Heerenveen  | Als speler bij sc Heerenveen  |
| ----------------------------- | ----------------------------- | ----------------------------- | ----------------------------- | ----------------------------- | ----------------------------- |
| 1.                            | 4 februari 2011               | Nederland – Portugal          | 2 – 0                         | Vriendschappelijk             | 0                             |
| 2.                            | 6 februari 2011               | Nederland – Israël            | 4 – 1                         | Vriendschappelijk             | 0                             |
| 3.                            | 8 februari 2011               | Italië – Nederland            | 1 – 1                         | Vriendschappelijk             | 0                             |

## Erelijst
| Competitie            | Winnaar    | Winnaar    | Runner-up  | Runner-up  |
| Competitie            | Aantal     | Jaren      | Aantal     | Jaren      |
| PEC Zwolle            | PEC Zwolle | PEC Zwolle | PEC Zwolle | PEC Zwolle |
| --------------------- | ---------- | ---------- | ---------- | ---------- |
| KNVB beker            |            |            | 1x         | 2014/15    |
| Johan Cruijff Schaal  | 1x         | 2014/15    |            |            |
| Nederland –17         |            |            |            |            |
| Europees kampioen –17 | 1x         | 2012       |            |            |